# Kabuta
Kabuta è un ward dello Zambia, parte della Provincia di Luapula e del Distretto di Nchelenge.